# AEL Limassol (football)
Pour les articles homonymes, voir AEL Limassol.
Maillots
Le Athlitiki Enosi Lemesou (en grec moderne : Αθλητική Ένωσις Λεμεσού), plus couramment abrégé en AEL Limassol (grec moderne : ΑΕΛ), est un club chypriote de football fondé en 1930 et basé dans la ville de Limassol.
C'est une section du club omnisports de l'AEL Limassol.
L'AEL est considéré comme étant l'un des plus grands et populaires clubs du pays. Il joue ses matchs à domicile dans le Tsirion Stadium de 14 000 places (qui est également le stade des clubs de l'Apollon Limassol et de l'Aris Limassol). Meridian Sport est le sponsor du club.

## Historique
- 1930 : fondation du club
- 1968 : 1re participation à une Coupe d'Europe (C1, saison 1968/69)
- 2012 : participation à la Ligue Europa 2012-2013

## Bilan sportif

### Palmarès
| Compétitions nationales |
| \| - Championnat de Chypre (6) : - Champion : 1940-41, 1952-53, 1954-55, 1956-57, 1967-68 et 2011-12. - Vice-champion : 1947-48, 2013-14. - Coupe de Chypre (7) : - Vainqueur : 1938-39, 1939-40, 1947-48, 1984-85, 1986-87, 1988-89 et 2018-19. - Finaliste : 1937-38, 1940-41, 1958-59, 1978-79, 1987-88, 2002-03, 2003-04, 2008-09, 2011-12, 2012-13, 2014-15 et 2022-23. - Supercoupe de Chypre (4) : - Vainqueur : 1953, 1968, 1985 et 2015. - Finaliste : 1955, 1987, 1989, 2012 et 2019. - Championnat de Chypre D2 (1) : - Champion : 1996-97. \| |
| - Championnat de Chypre (6) : - Champion : 1940-41, 1952-53, 1954-55, 1956-57, 1967-68 et 2011-12. - Vice-champion : 1947-48, 2013-14. - Coupe de Chypre (7) : - Vainqueur : 1938-39, 1939-40, 1947-48, 1984-85, 1986-87, 1988-89 et 2018-19. - Finaliste : 1937-38, 1940-41, 1958-59, 1978-79, 1987-88, 2002-03, 2003-04, 2008-09, 2011-12, 2012-13, 2014-15 et 2022-23. - Supercoupe de Chypre (4) : - Vainqueur : 1953, 1968, 1985 et 2015. - Finaliste : 1955, 1987, 1989, 2012 et 2019. - Championnat de Chypre D2 (1) : - Champion : 1996-97.       |

### Bilan européen
Légende
- Victoire ou qualification pour le tour suivant
- Match nul
- Défaite ou élimination de la compétition

Note : dans les résultats ci-dessous, le score du club est toujours donné en premier.
| Saison    | Compétition               | Tour                | Club                     | Domicile | Extérieur | Total     |
| --------- | ------------------------- | ------------------- | ------------------------ | -------- | --------- | --------- |
| 1968-1969 | Coupe des clubs champions | Seizièmes de finale | Real Madrid              | 0 - 6    | 0 - 6     | 0 - 12    |
| 1985-1986 | Coupe des coupes          | Seizièmes de finale | Dukla Prague             | 2 - 2    | 0 - 4     | 2 - 6     |
| 1987-1988 | Coupe des coupes          | Tour préliminaire   | DAC Dunajská Streda      | 0 - 1    | 1 - 5     | 1 - 6     |
| 1989-1990 | Coupe des coupes          | Seizièmes de finale | Admira Wacker Mödling    | 0 - 3    | 1 - 0     | 1 - 3     |
| 2002-2003 | Coupe UEFA                | Tour préliminaire   | Ferencváros TC           | 0 - 4    | 2 - 1     | 2 - 5     |
| 2012-2013 | Ligue des champions       | Deuxième tour Q     | Linfield FC              | 3 - 0    | 0 - 0     | 3 - 0     |
| 2012-2013 | Ligue des champions       | Troisième tour Q    | Partizan Belgrade        | 1 - 0    | 1 - 0     | 2 - 0     |
| 2012-2013 | Ligue des champions       | Barrages Q          | RSC Anderlecht           | 2 - 1    | 0 - 2     | 2 - 3     |
| 2012-2013 | Ligue Europa              | Groupe C            | Olympique de Marseille   | 1 - 5    | 3 - 0     | Quatrième |
| 2012-2013 | Ligue Europa              | Groupe C            | Fenerbahçe SK            | 0 - 1    | 0 - 2     | Quatrième |
| 2012-2013 | Ligue Europa              | Groupe C            | Borussia Mönchengladbach | 0 - 0    | 0 - 2     | Quatrième |
| 2014-2015 | Ligue des champions       | Troisième tour Q    | Zénith Saint-Pétersbourg | 1 - 0    | 0 - 3     | 1 - 3     |
| 2014-2015 | Ligue Europa              | Barrages Q          | Tottenham Hotspur        | 1 - 2    | 0 - 3     | 1 - 5     |
| 2017-2018 | Ligue Europa              | Premier tour Q      | Saint Joseph's FC        | 4 - 0    | 6 - 0     | 10 - 0    |
| 2017-2018 | Ligue Europa              | Deuxième tour Q     | Progrès Niederkorn       | 1 - 0    | 2 - 1     | 3 - 1     |
| 2017-2018 | Ligue Europa              | Troisième tour Q    | Austria Vienne           | 0 - 0    | 1 - 2     | 1 - 2     |
| 2019-2020 | Ligue Europa              | Deuxième tour Q     | Aris Salonique           | 0 - 0    | 0 - 1     | 0 - 1     |
| 2021-2022 | Ligue Europa Conférence   | Deuxième tour Q     | Vllaznia Shkodër         | 1 - 0    | 1 - 0     | 2 - 0     |
| 2021-2022 | Ligue Europa Conférence   | Troisième tour Q    | Qarabağ FK               | 1 - 1    | 0 - 1     | 1 - 2     |

## Personnalités du club

### Présidents
| - Stavros Pittas (1930 - 1932) - Kriton Tornaritis (1932 - 1934) - Yiangos Limanititis (1934 - 1953) - Nikos Solomonides (1953 - 1971) - Nikos Kountas (1971 - 1976) | - Georgios Tornaritis (1976 - 1982) - Loris Lysiotis (1982 - 1996) - Dimitris Solomonides (1996 - 2002) - Giorgos Frantzis (2002 - 2003) - Akis Ellinas (2003 - 2005) | - Agis Agapiou (2005 - 2006) - Marios Herodotou (2006 - 2008) - Andreas Sofokleous (2008 - ) |

### Entraîneurs
| - Dimitris Tsiepis (1930 - 1932) - Argiris Gavalas (1932 - 1946) - Costas Vasiliou (1946 - 1948) - Argiris Gavalas (1948 - 1956) - Spiros Elia - Ferdinard Ceplar - Christos Christodoulou - Ulhen Fitz - Georgios Eisaggeleas - Costas Pambou - Nicolae Simatoc (1962 - 1963) - Hanz Reindreich - Stefan Tourbeik - Moustakas - Julius Reiner - Loizos Pantelidis (1968 - 1969) - Apostol Chachevski - Panikos Chrystallis - Chemely Tomov - Peter McParland | - František Havránek (1984 - 1986) - Valér Švec (1987 - 1988) - Dušan Uhrin (1988 - 1989) - Jiri Dunaj (1989 - 1990) - František Cipro (1990 - 1992) - Anatoli Bychovets (1992 - 1993) - Stanislav Sanković - Thomas Kaloperović - Andreas Kissonergis (1995) - Diethelm Ferner (1995 - 1996) - Kálmán Mészöly (1997 - 1998) - Ota Hemele - Andreas Michaelides (juillet 2000 - septembre 2002) - Giannis Matzourakis (septembre 2002 - novembre 2003) - Henk Houwaart (novembre 2003 - 31 décembre 2004) - Oleh Protasov (31 décembre 2004 - mars 2005) - Andreas Michaelides (mars 2005 - mai 2005) - Bojan Prašnikar (1er juillet 2005 - 30 novembre 2005) - Loizos Mavroudis (février 2006 - mai 2006) - Panikos Orphanides (juillet 2006 - janvier 2007) | - Eli Guttman (février 2007 - décembre 2007) - Mariano Barreto (4 décembre 2007 - 5 février 2008) - Andreas Michaelides (février 2008 - janvier 2009) - Mihai Stoichiță (26 janvier 2009 - 20 mai 2009) - Nir Klinger (1er août 2009 - 1er décembre 2009) - Dušan Uhrin Jr. (1er janvier 2010 - 21 septembre 2010) - Mihai Stoichiță (22 septembre 2010 - 7 février 2011) - Raymond Atteveld (7 février 2011 - mars 2011) - Pambos Christodoulou (24 mars 2011 - 22 octobre 2012) - Jorge Costa (24 octobre 2012 - 22 mai 2013) - Lito Vidigal (1er juillet 2013 - 22 octobre 2013) - Ivaylo Petev (25 octobre 2013 - 17 novembre 2014) - Christakis Christoforou (17 novembre 2014 - 19 octobre 2015) - Makis Chavos (27 octobre 2015 - 8 février 2016) - Pambos Christodoulou (8 février 2016 - 7 mars 2017) - Bruno Baltazar (22 mars 2017 - 5 mars 2018) - Dušan Kerkez (5 mars 2018 - ) |

### Anciens joueurs
- Clayton Ferreira Cruz
- Klimenti Tsitaishvili
- Attila Tököli
- Gábor Torma
- Mutiu Adepoju
- Olgierd Moskalewicz
- Radosław Kałużny
- Patrick Leugueun
- Daniel Filipe Martins Carriço
- Felipe Azevedo
- Tiquinho
- Yasser Hussain
- Ilie Stan
- Marian Savu
- Corneliu Papură
- Tibor Selymes
- Predrag Ocokoljić
- Seyni N'Diaye
- Kamil Čontofalský
- Marko Simeunovič
- Amir Karić
- Jörgen Wålemark
- Guennadi Litovtchenko